# Podańsko (przystanek kolejowy)
Podańsko – były przystanek kolejowy w Podańsku w Polsce, w województwie zachodniopomorskim, w powiecie goleniowskim, w gminie Goleniów.